# Hausen im Killertal
Hausen im Killertal ist ein Dorf auf der Schwäbischen Alb in Baden-Württemberg. Es liegt 697 m ü. NN und hat knapp 1000 Einwohner. Hausen gehört seit 1973 zur Stadt Burladingen. Es liegt vier Kilometer westlich davon.

## Lage
Südlich von Hausen am Albtrauf liegt das Quellgebiet der Starzel. Es ist das südlichste und höchstgelegene Dorf des Killertals. Seine höchste Erhebung ist der Haubenberg mit 927 Meter.

## Geschichte

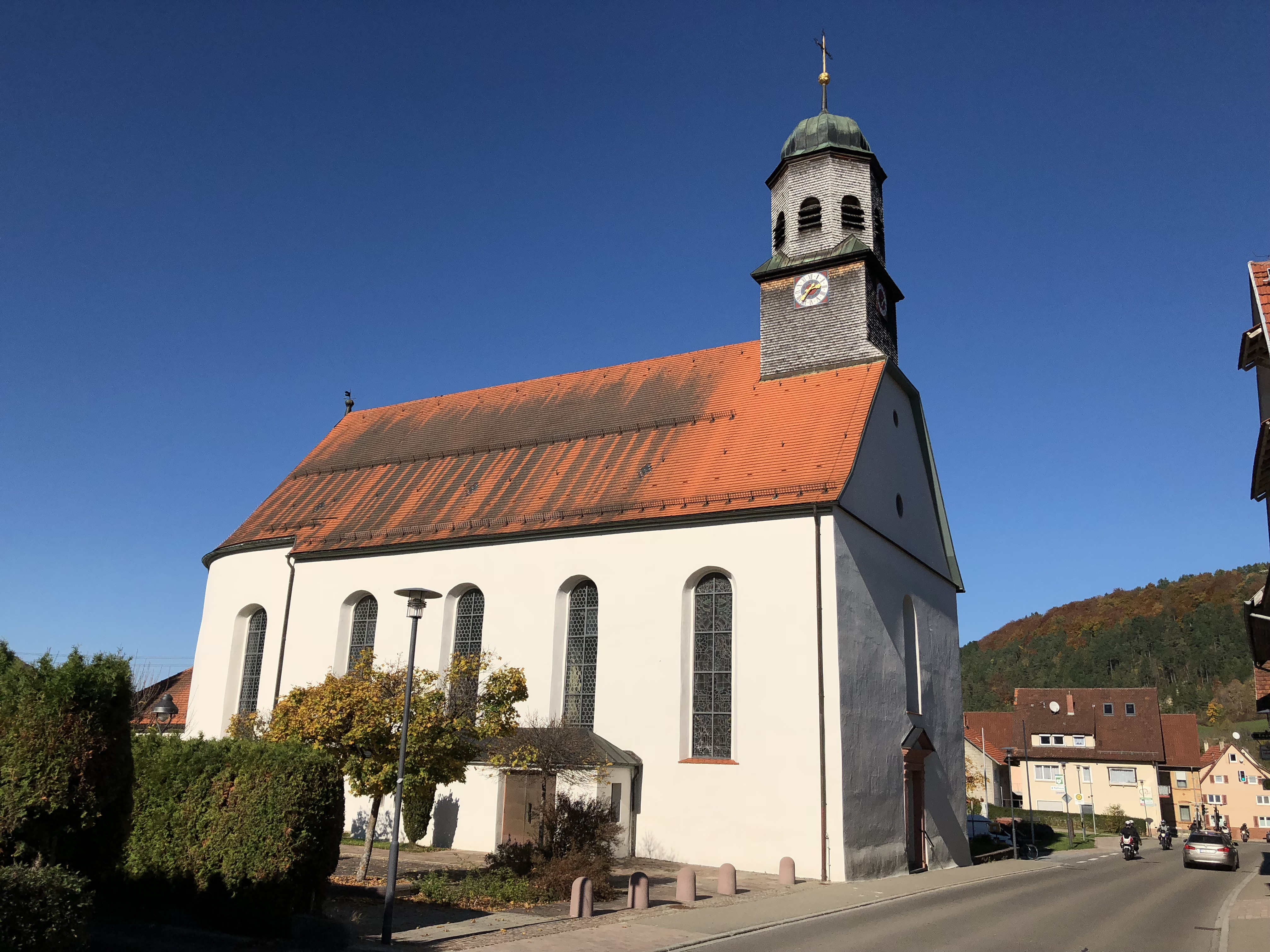
St. Nikolaus

Auf der Gemarkung sind Siedlungsspuren aus der Bronzezeit nachweisbar, zudem wurden umfangreiche Ansiedlungen der Römerzeit festgestellt.
Der Ort wird erstmals 1333 urkundlich erwähnt. Hausen gehörte spätestens seit dem 14. Jahrhundert den Grafen von Zollern. Im 16. Jahrhundert unterstand der Ort dem Amt Killer. Hausen zählte 1790 796, 1842 925 und 1890 597 Einwohner.
Am 1. Januar 1973 wurde Hausen im Killertal nach Burladingen eingemeindet.

## Wappen

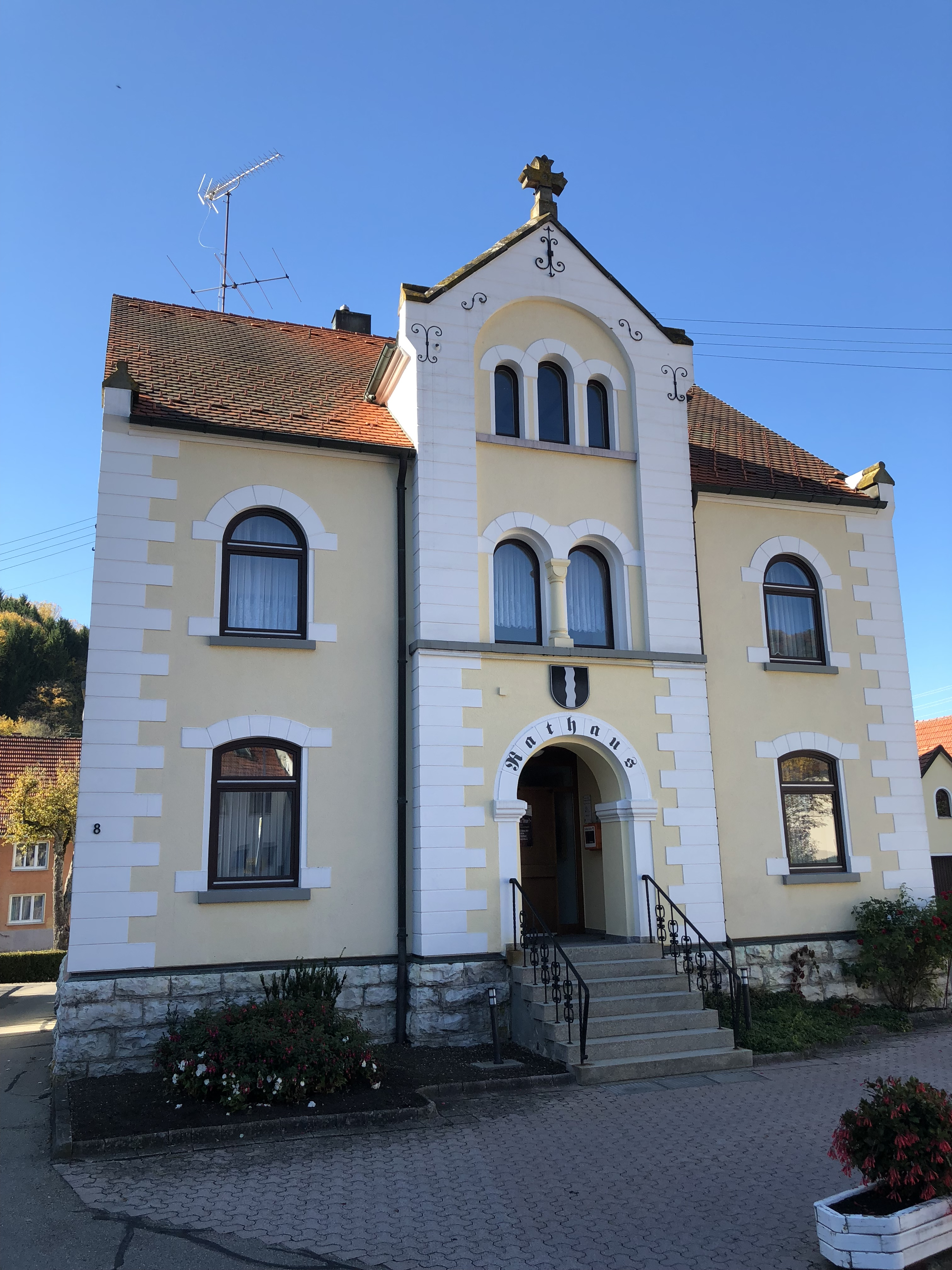
Ehemaliges Rathaus

Das Wappen der ehemals selbständigen Gemeinde zeigt einen silbernen Wellenpfahl und erinnert damit an die auf der Gemeindegemarkung verlaufende Europäische Wasserscheide Donau - Rhein. Die Farben Schwarz und Silber bezeugen die Zugehörigkeit des Dorfes zur Grafschaft Zollern.

## Verkehr
Unmittelbar am Dorf vorbei führen die Bundesstraße 32 und die Stammstrecke der Hohenzollerischen Landesbahn von Hechingen nach Sigmaringen, die den Haltepunkt Hausen-Starzeln bedient.